# Phyllodinus macaoensis
Phyllodinus macaoensis är en insektsart som beskrevs av Frederick Arthur Godfrey Muir 1913. Phyllodinus macaoensis ingår i släktet Phyllodinus och familjen sporrstritar. Inga underarter finns listade i Catalogue of Life.